# Arganchy
Arganchy est une commune française, située dans le département du Calvados en région Normandie, peuplée de 216 habitants.

## Géographie
Arganchy est située dans le Bessin, dans la vallée du ruisseau le Gourguichon. Son bourg est à 6,5 km au sud-ouest de Bayeux et à 11 km au nord-est de Balleroy. Arganchy fait partie de la communauté de communes de Bayeux Intercom.
| Subles               | Subles, Guéron       | Guéron               |
| Subles               | Arganchy             | Ellon, Juaye-Mondaye |
| Saint-Paul-du-Vernay | Saint-Paul-du-Vernay | Juaye-Mondaye        |

### Hydrographie
La commune est située dans le bassin Seine-Normandie. Elle est drainée par les Cayennes, le Gourguichon et les Fengoures,,.

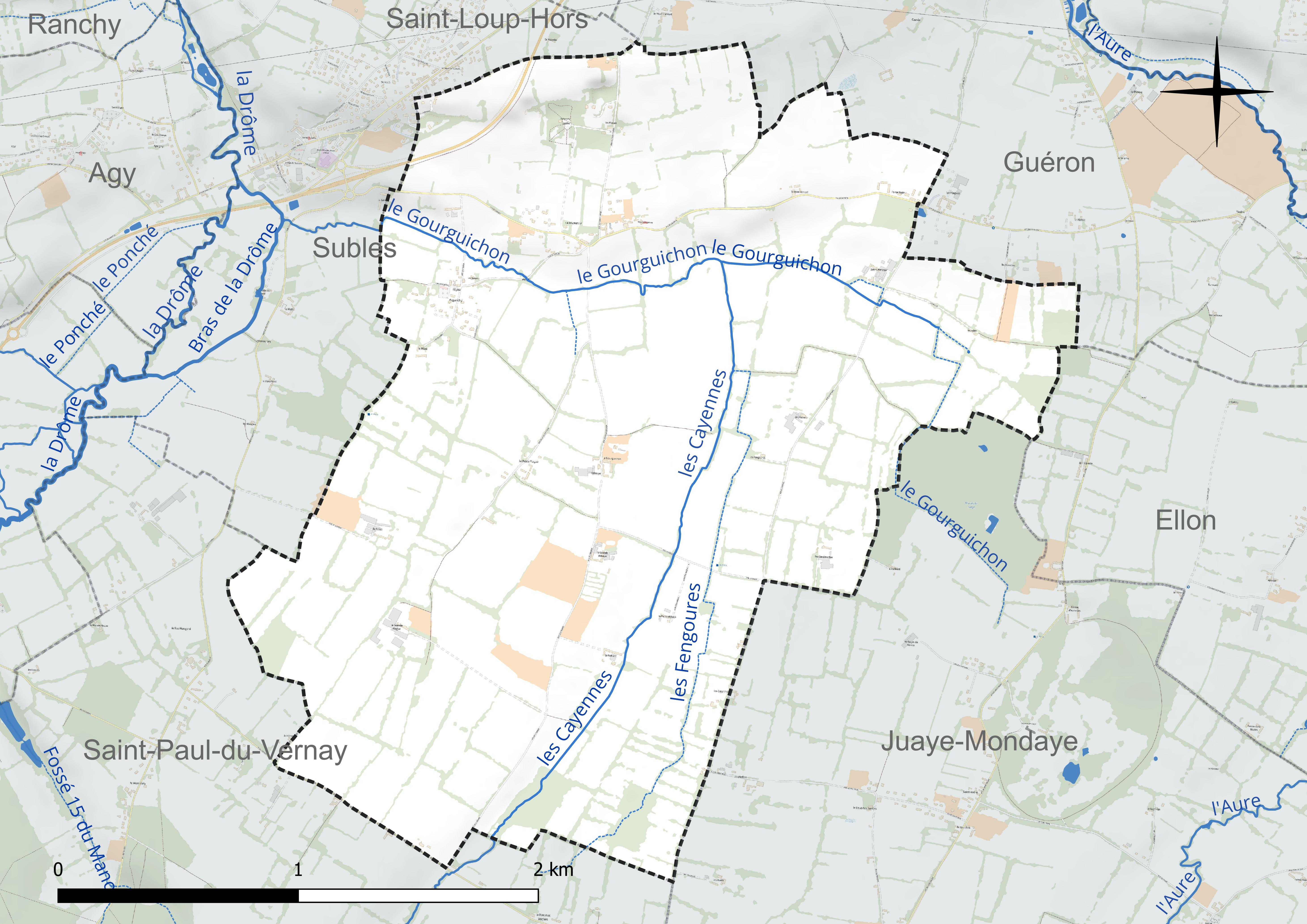
Réseau hydrographique d'Arganchy.

### Climat
Pour des articles plus généraux, voir Climat de la Normandie et Climat du Calvados.
En 2010, le climat de la commune est de type climat océanique altéré, selon une étude du CNRS s'appuyant sur une série de données couvrant la période 1971-2000. En 2020, Météo-France publie une typologie des climats de la France métropolitaine dans laquelle la commune est exposée à un climat océanique et est dans la région climatique Normandie (Cotentin, Orne), caractérisée par une pluviométrie relativement élevée (850 mm/a) et un été frais (15,5 °C) et venté. Parallèlement le GIEC normand, un groupe régional d'experts sur le climat, différencie quant à lui, dans une étude de 2020, trois grands types de climats pour la région Normandie, nuancés à une échelle plus fine par les facteurs géographiques locaux. La commune est, selon ce zonage, exposée à un « climat des plateaux abrités », correspondant à la plaine agricole de Caen à Falaise, sous le vent des collines de Normandie et proche de la mer, se caractérisant par une pluviométrie et des contraintes thermiques modérées.
Pour la période 1971-2000, la température annuelle moyenne est de 10,7 °C, avec une amplitude thermique annuelle de 11,7 °C. Le cumul annuel moyen de précipitations est de 749 mm, avec 12,6 jours de précipitations en janvier et 7,8 jours en juillet. Pour la période 1991-2020, la température moyenne annuelle observée sur la station météorologique la plus proche, située sur la commune de Balleroy-sur-Drôme à 10 km à vol d'oiseau, est de 11,2 °C et le cumul annuel moyen de précipitations est de 924,3 mm,. Pour l'avenir, les paramètres climatiques de la commune estimés pour 2050 selon différents scénarios d'émission de gaz à effet de serre sont consultables sur un site dédié publié par Météo-France en novembre 2022.

## Urbanisme

### Typologie
Au 1er janvier 2024, Arganchy est catégorisée commune rurale à habitat dispersé, selon la nouvelle grille communale de densité à 7 niveaux définie par l'Insee en 2022.
Elle est située hors unité urbaine. Par ailleurs la commune fait partie de l'aire d'attraction de Caen, dont elle est une commune de la couronne,. Cette aire, qui regroupe 296 communes, est catégorisée dans les aires de 200 000 à moins de 700 000 habitants,.

### Occupation des sols
L'occupation des sols de la commune, telle qu'elle ressort de la base de données européenne d'occupation biophysique des sols Corine Land Cover (CLC), est marquée par l'importance des territoires agricoles (98,4 % en 2018), une proportion sensiblement équivalente à celle de 1990 (98,7 %). La répartition détaillée en 2018 est la suivante : prairies (55,6 %), terres arables (42,8 %), forêts (1,3 %), zones urbanisées (0,3 %). L'évolution de l'occupation des sols de la commune et de ses infrastructures peut être observée sur les différentes représentations cartographiques du territoire : la carte de Cassini (XVIIIe siècle), la carte d'état-major (1820-1866) et les cartes ou photos aériennes de l'IGN pour la période actuelle (1950 à aujourd'hui).

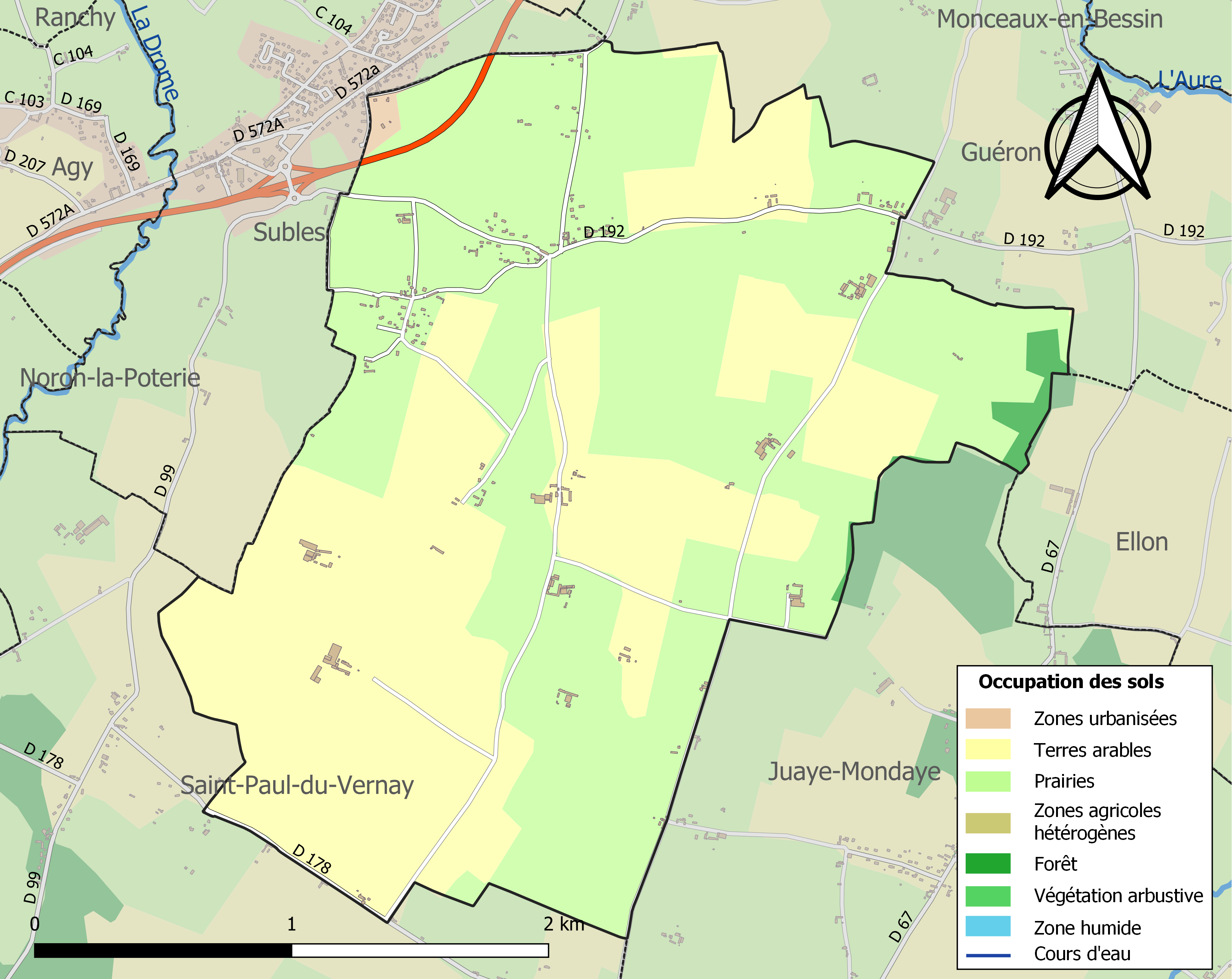
Carte des infrastructures et de l'occupation des sols de la commune en 2018 (CLC).

## Toponymie
Le nom de la localité est attesté sous les formes Archenceium en 1198, Arganchey en 1206, Argenceium en 1217 (cartulaire de Mondaye), Arguenceium en 1262 (charte de Mondaye), Arguencheium en 1277 (chap. de Bayeux, n° 745), Arguenchie en 1421 (rôles de Bréquigny, n° 945), Arguency en 1454 (déclarations de la Maison-Dieu de Bayeux), Arguensy en 1463, Arganchy en 1793.
L'origine du toponyme est attribuée à l'anthroponyme Argentius, nom roman d'une personne, pour René Lepelley, gaulois pour Albert Dauzat et Charles Rostaing.
Le gentilé est Arganchois.

## Histoire
L'habitat est ancien comme l'atteste la découverte de médailles et de tuiles romaines près de l'église qui était un lieu de pèlerinage ou était invoqué sainte Radegonde censé guérir les maladies de peau.
En 1829, Arganchy (285 habitants en 1821) absorbe Saint-Amator (52 habitants), à l'est de son territoire.
Dans la première moitié du XXe siècle, les habitants vivaient à la fois de l'agriculture et de l'exploitation de carrières de pierres à chaux.

## Politique et administration
| Période                                  | Période   | Identité           | Étiquette | Qualité               |
| ---------------------------------------- | --------- | ------------------ | --------- | --------------------- |
| ?                                        | mars 2001 | Geneviève Michel   |           |                       |
| mars 2001                                | mars 2008 | Claudine Dalmassie |           |                       |
| mars 2008                                | En cours  | Daniel Avoine      | SE        | Moniteur d'auto-école |
| Les données manquantes sont à compléter. |           |                    |           |                       |

Le conseil municipal est composé de onze membres dont le maire et deux adjoints.

## Démographie
L'évolution du nombre d'habitants est connue à travers les recensements de la population effectués dans la commune depuis 1793. Pour les communes de moins de 10 000 habitants, une enquête de recensement portant sur toute la population est réalisée tous les cinq ans, les populations de référence des années intermédiaires étant quant à elles estimées par interpolation ou extrapolation. Pour la commune, le premier recensement exhaustif entrant dans le cadre du nouveau dispositif a été réalisé en 2004.
En 2022, la commune comptait 216 habitants, en évolution de −6,49 % par rapport à 2016 (Calvados : +1,58 %, France hors Mayotte : +2,11 %).
Arganchy a compté jusqu'à 334 habitants en 1841, mais les deux communes d'Arganchy et de Saint-Amator, fusionnées en 1829 totalisaient 362 habitants lors du premier recensement républicain, en 1793.
| 1793 | 1800 | 1806 | 1821 | 1831 | 1836 | 1841 | 1846 | 1851 |
| ---- | ---- | ---- | ---- | ---- | ---- | ---- | ---- | ---- |
| 301  | 283  | 605  | 285  | 325  | 332  | 334  | 293  | 290  |

| 1856 | 1861 | 1866 | 1872 | 1876 | 1881 | 1886 | 1891 | 1896 |
| ---- | ---- | ---- | ---- | ---- | ---- | ---- | ---- | ---- |
| 294  | 321  | 298  | 279  | 277  | 302  | 306  | 278  | 250  |

| 1901 | 1906 | 1911 | 1921 | 1926 | 1931 | 1936 | 1946 | 1954 |
| ---- | ---- | ---- | ---- | ---- | ---- | ---- | ---- | ---- |
| 234  | 222  | 205  | 173  | 173  | 195  | 195  | 169  | 156  |

| 1962 | 1968 | 1975 | 1982 | 1990 | 1999 | 2004 | 2006 | 2009 |
| ---- | ---- | ---- | ---- | ---- | ---- | ---- | ---- | ---- |
| 204  | 201  | 135  | 170  | 218  | 230  | 218  | 220  | 234  |

| 2014 | 2019 | 2022 | - | - | - | - | - | - |
| ---- | ---- | ---- | - | - | - | - | - | - |
| 234  | 219  | 216  | - | - | - | - | - | - |

## Économie
La ferme de la Grande Abbaye dispose d'une aire naturelle de camping et de chambres d'hôtes

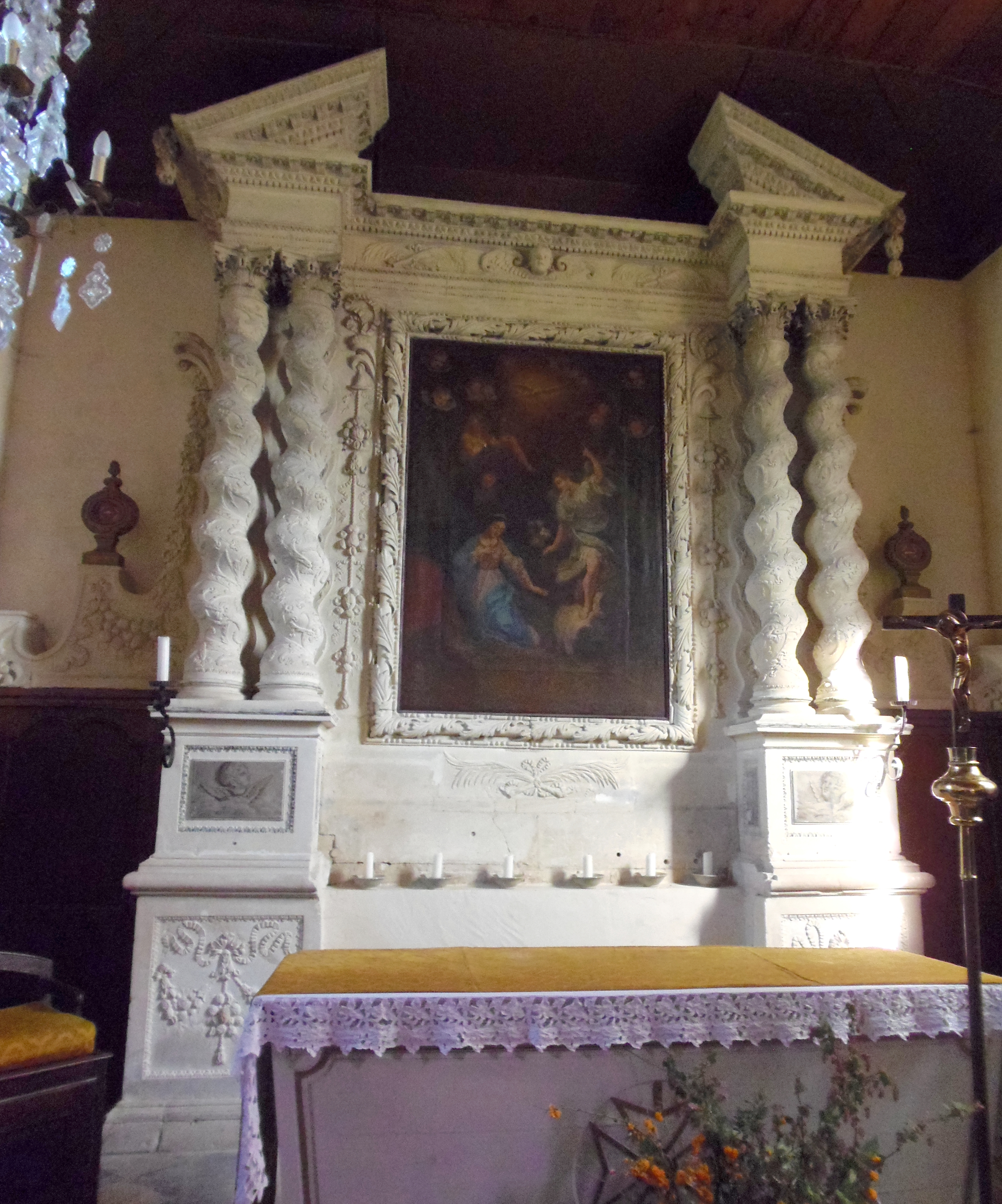
Le retable de l'église Sainte-Radegonde.

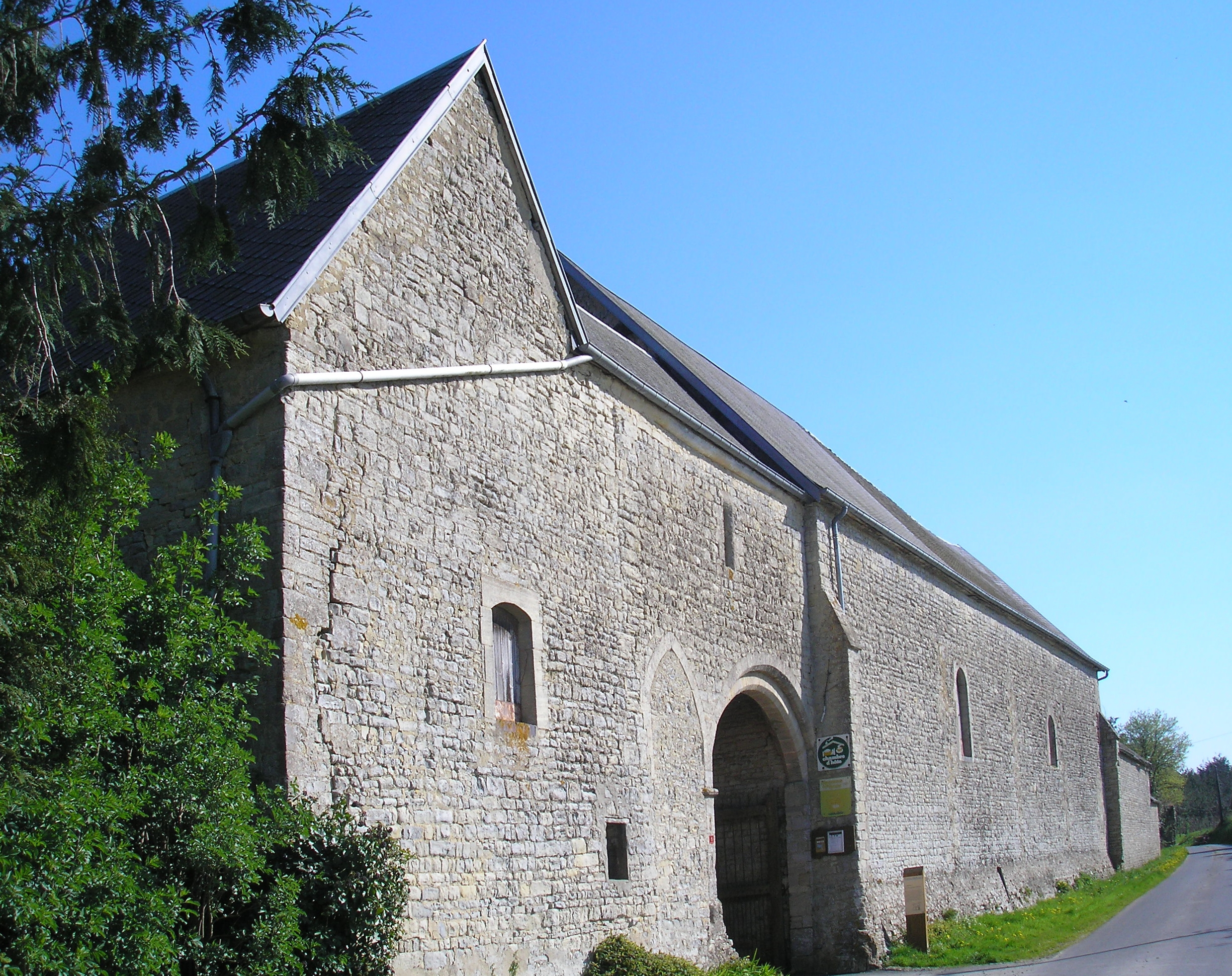
La ferme de la Grande Abbaye.

La commune se situe dans la zone géographique des appellations d'origine protégée (AOP) Beurre d'Isigny et Crème d'Isigny.

## Culture locale et patrimoine

### Lieux et monuments
- L'église paroissiale Sainte-Radegonde du XVIIe siècle. Elle abrite un retable du XVIIe classé au titre objet aux monuments historiques[33], et depuis 1875, une relique de sainte radegonde y est conservée[24].
- Le lavoir : lieu de concert (chorale).
- La Forte Main, au nord de Saint-Amator, où étaient fabriquées illégalement des pièces de monnaie [Quand ?].
- La ferme de la Grande Abbaye : ancien prieuré du Roray dédié à sainte Madeleine relevant de l'abbaye de Lessay[34] devenu ferme à la Révolution. Bien que profondément remaniée, la ferme conserve des traces de son passé.

Au XIe siècle le domaine d'Arganchy avec son église sont cédés par Turstin Halduc à l'abbaye de Lessay. Les moines créèrent un prieuré dédié à sainte Madeleine, sous le nom de prieuré du Roray. Celui-ci disposait du droit d'asile. Au XVIe siècle, le prieur Jean de Lesquen, restaure une partie des bâtiments dont la grange à dîmes. Son blason, trois cygnes et la crosse de l'abbé, est figuré dans la ferme. À la Révolution les moines s'enfuirent et le prieuré est vendu comme bien national le 12 avril 1791 et devient une ferme.
La ferme fortifiée, totalement close sur l'extérieur par un mur d'enceinte et les dépendances, autour d'une cour carrée, a comme unique accès un grand porche avec une porte charretière surmontée d'un arc en plein cintre et une porte piétonne avec un arc en ogive, aujourd'hui murée à la suite de l'impôt sur les ouvertures mis en place pendant la Révolution. Ce porche, flanqué à droite par un contrefort, était surmonté d'un poste de garde du XIIe siècle et d'une salle de justice. Une fois passé le portail, à gauche on trouve un long bâtiment, l'ancien logis monastique. De l'ancienne grange à dîmes, détruite dans les années 1950, ne subsiste qu'une charpente en bois et une inscription latine invitant au calme et à la prière. Sur la poutre d'un cellier on peut voir une tête de moine sculptée. Complète cet ensemble l'ancienne chapelle Marie-Madeleine.

### Héraldique
| Blason de Arganchy | Blason  | D'azur à trois cygnes d'argent. |
| Blason de Arganchy | Détails | Armes encore visibles aujourd'hui dans la ferme de la grande abbaye de Jean de Lesquen, prieur au XVIe siècle, qui restaura une partie des bâtiments du village. Le statut officiel du blason reste à déterminer. |